# Montaña Nevada Dragón de Jade
La montaña Nevada Dragón de Jade (en chino tradicional, 玉龍雪山; en chino simplificado, 玉龙雪山; pinyin, Yùlóng Xuěshān) es un macizo montañoso o una pequeña cadena de montañas en el condado Autónomo de Yulong - Lijiang, en la provincia de Yunnan, China. Su pico más alto se llama Shanzidou (扇子陡) y está a 5596 m sobre el nivel del mar.

## Toponimia
El nombre chino, Yulong Xueshan, se traduce directamente como montaña Nevada Dragón de Jade; a veces se traduce como monte Yulong o montaña de Nieve de Yulong. El nombre en naxi de la montaña es monte Satseto
Sus trece picos nevados son continuos y parecen un dragón gigante volando por el cielo, por eso se le llama "Dragón de Jade". Debido a que la litología es principalmente piedra caliza y basalto, y el blanco y el negro son distintivos, también se le llama "Montaña Nevada Blanca y Negra" (黑白雪山). En idioma Naxi, significa "montaña Celestial".

## Geografía
El macizo de la Montaña de Nieve del Dragón de Jade forma el grueso de las grandes montañas Yulong, que se extienden más al norte. El flanco noroccidental del macizo forma un lado de la garganta del Salto del Tigre (Hutiao Xia, 虎跳峡), que tiene una popular ruta de senderismo en el otro lado. En este desfiladero, el río Jinsha (alto Yangtsé) desciende dramáticamente entre el Dragón de Jade y la montaña de Nieve de Haba. Las montañas Yulong se encuentran al sur de la cordillera Yunling y forman parte de las grandes montañas de Hengduan del suroeste de China.
Los asentamientos que rodean la montaña de Nieve del Dragón de Jade incluyen el pueblo Baisha al sur, el municipio de Longpan, al oeste, el municipio de Daju, al noreste, y el pueblo de Agua de Jade, al pie de la montaña al este. 

## Historia de la exploración
En 1938, una expedición liderada por la abogada, feminista, conservacionista y montañera australiana, Marie Byles, no pudo alcanzar la cumbre debido al mal tiempo. Amargamente decepcionada por este fracaso, se convirtió en una seguidora del pensamiento budista como consecuencia
Shanzidou ha sido escalado sólo una vez, el 8 de mayo de 1987, por una expedición americana. El equipo de la cumbre estaba compuesto por Phil Peralta-Ramos y Eric Perlman. Escalaron barrancos de nieve y paredes de piedra caliza, y se encontraron con un gran peligro de avalanchas y escasas oportunidades de protección. Calificaron la máxima dificultad técnica de la roca en YDS 5.7
El botánico y explorador austroamericano Joseph Rock pasó muchos años viviendo en las cercanías del monte Satseto y escribió sobre la región y el pueblo naxi que la ocupa. El interés demostrado por Rock atrajo más tarde al escritor de viajes Bruce Chatwin a la montaña, sobre la que escribió en un artículo que apareció en el New York Times y que más tarde, retitulado, en su colección de ensayos ¿Qué estoy haciendo aquí? El artículo de Chatwin inspiró a muchos viajeros a visitar la región, como Michael Palin.

## Turismo

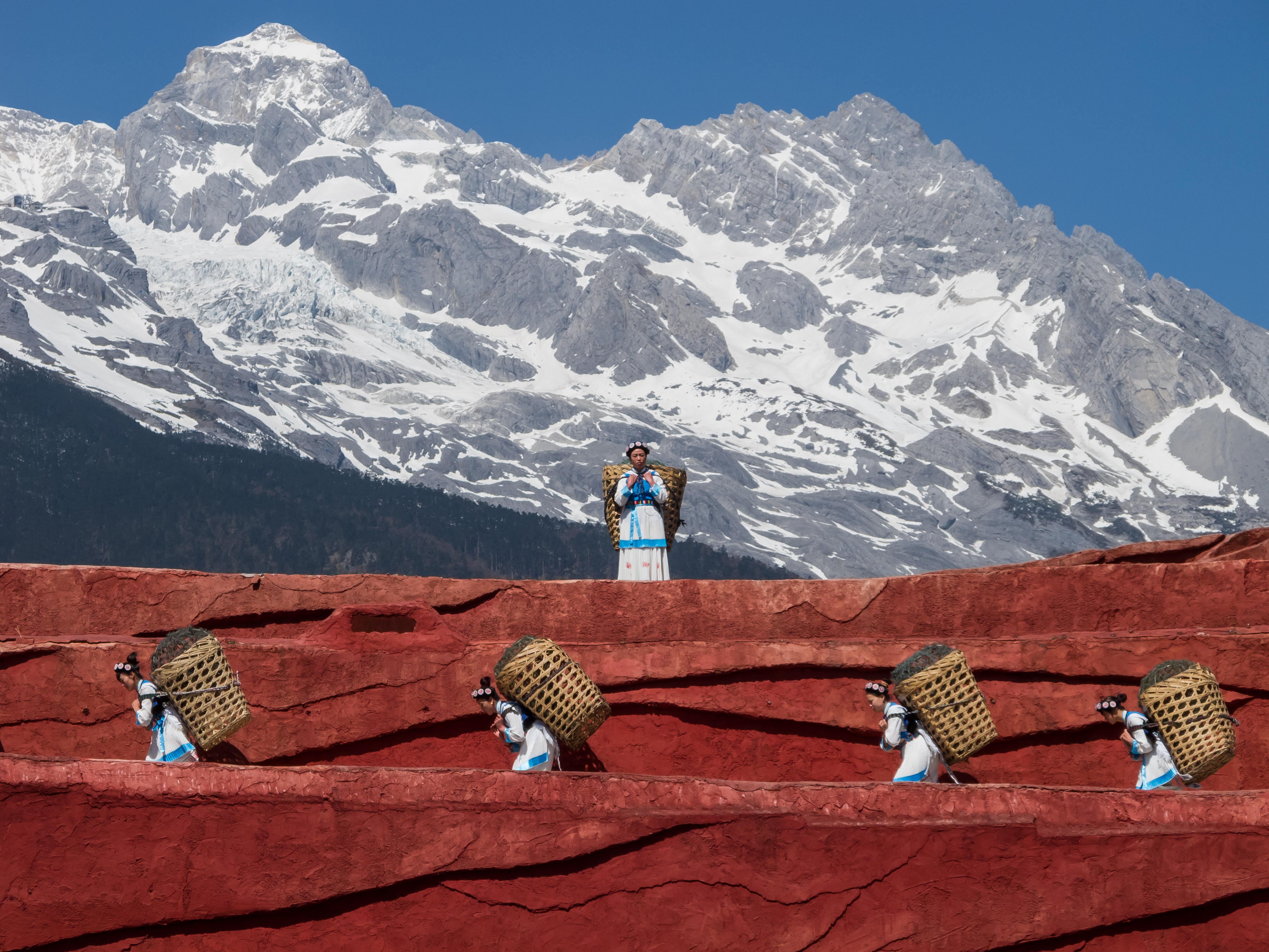
Actuación pública en el Teatro al aire libre de la Montaña de Nieve del Dragón de Jade.

La vista del macizo desde los jardines del estanque del Dragón Negro (Heilong Tan) en Lijiang es destacable. La montaña forma parte de la Zona Panorámica Nacional de la Montaña de Nieve de Yulong y del Parque Geológico Nacional, una zona panorámica clasificada por la AAAAA (la más elevada). El parque cuenta con un teleférico turístico que lleva a una plataforma de observación a una altitud de 4.506 m y aun se puede subir unos cientos de escalones hasta una de las plataformas de observación más altas del mundo a una altitud de 4680 m para ver de cerca el pico de la nieve.
La montaña apareció en el episodio 4 de The Amazing Race 18 .

## Galería

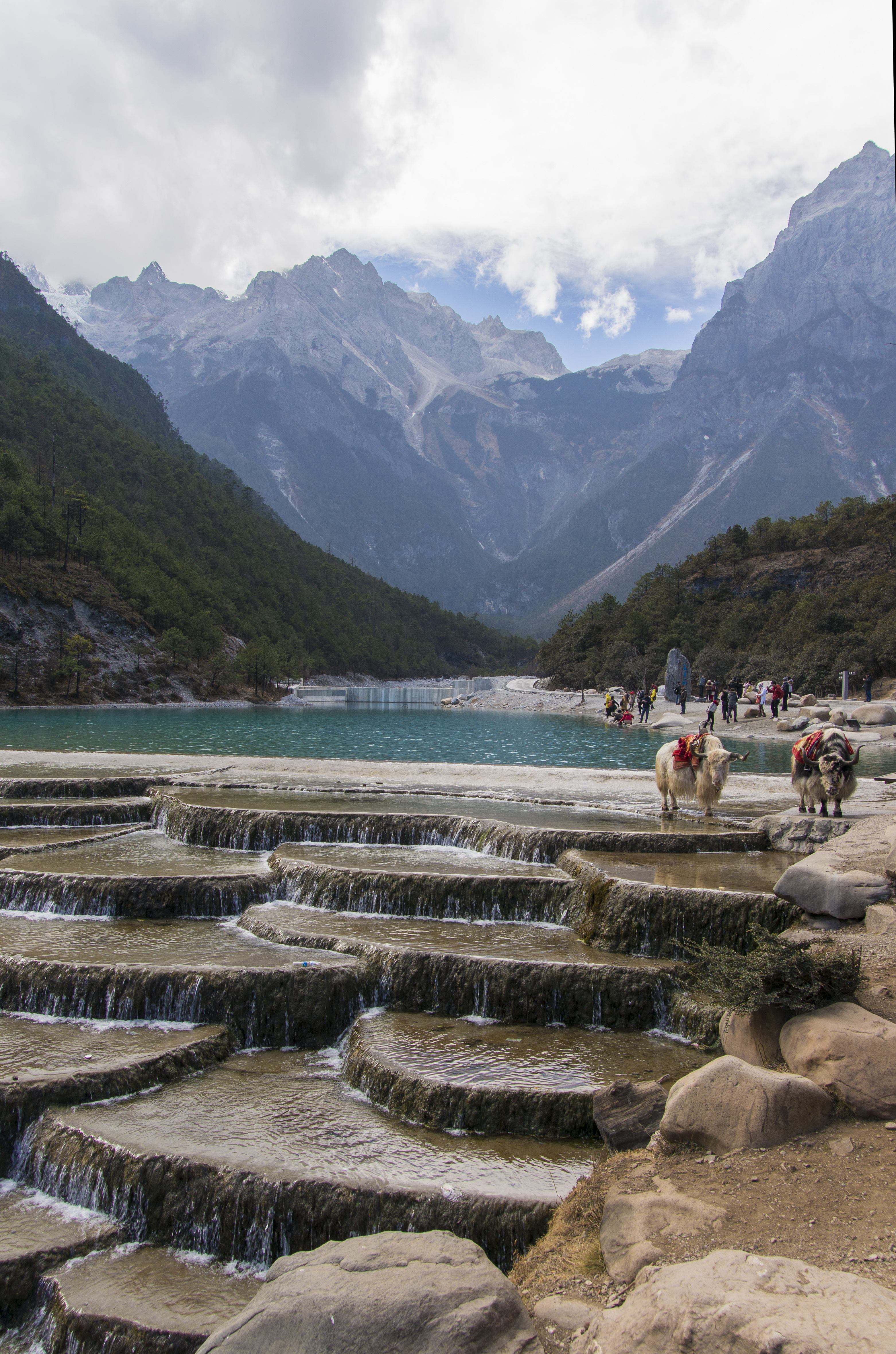
Piscinas de Yak y cascadas con la montaña al fondo
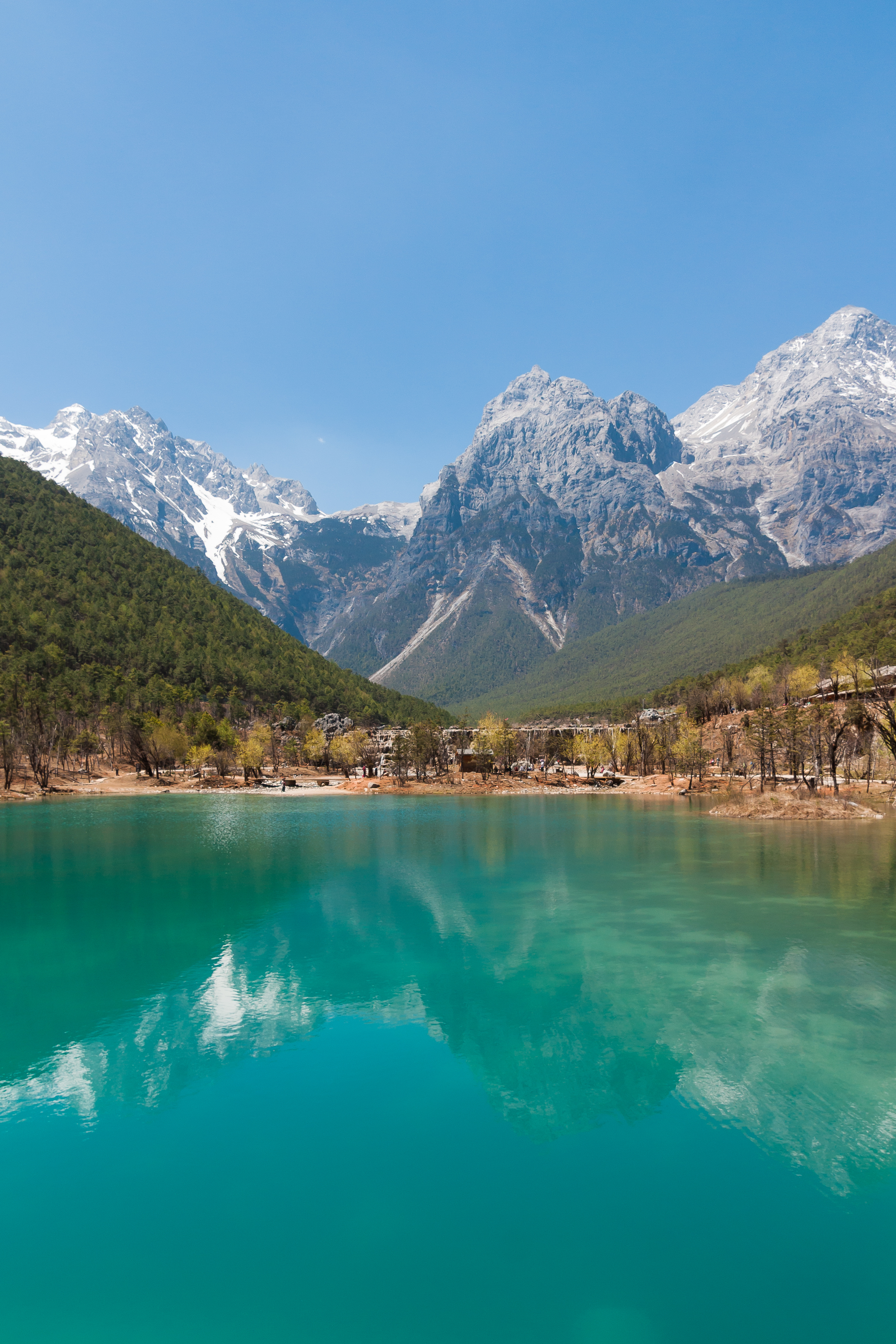
Vista de la Montaña del Dragón de Jade
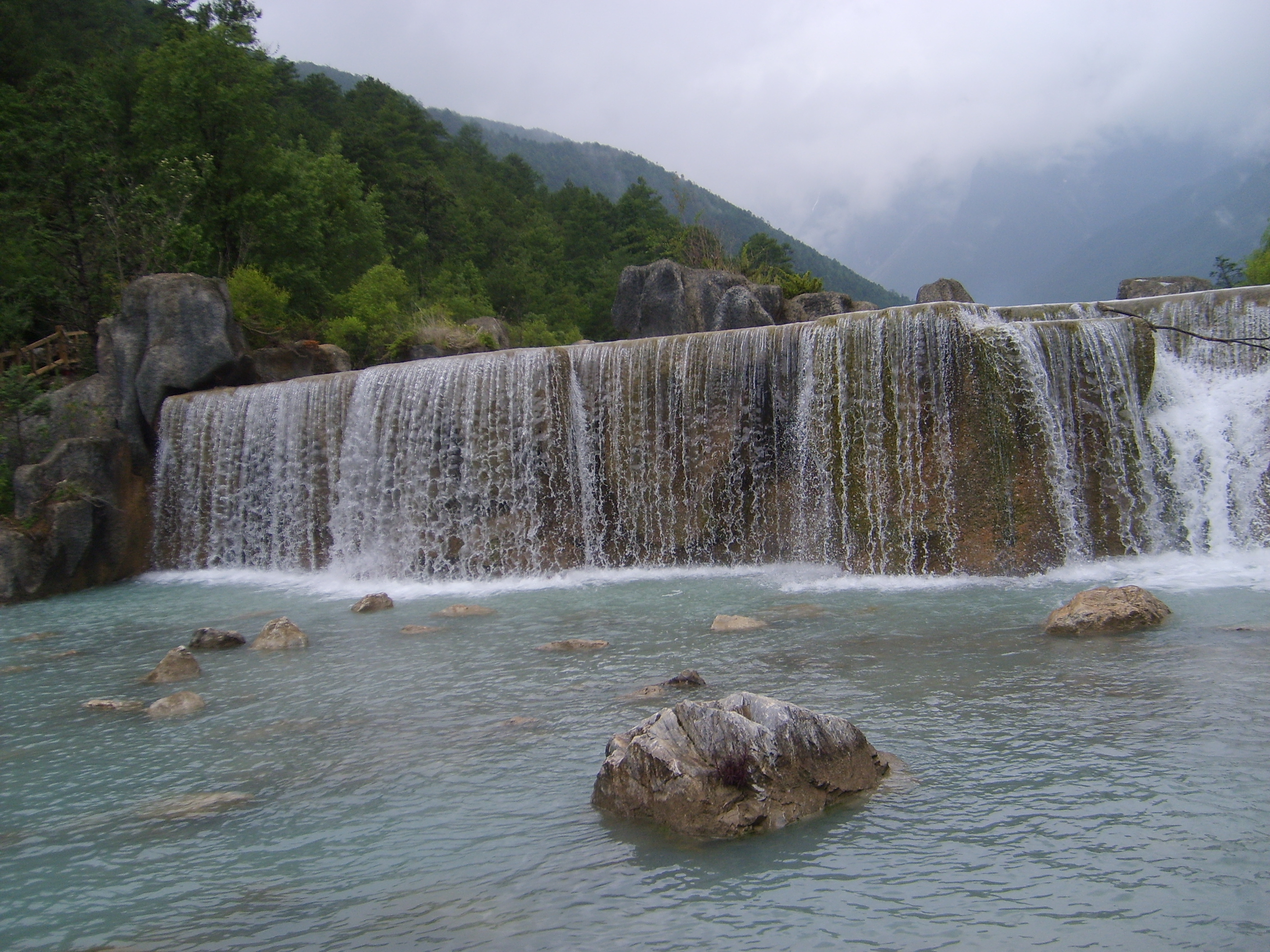
Cascada de la Montaña de Nieve de Yulong
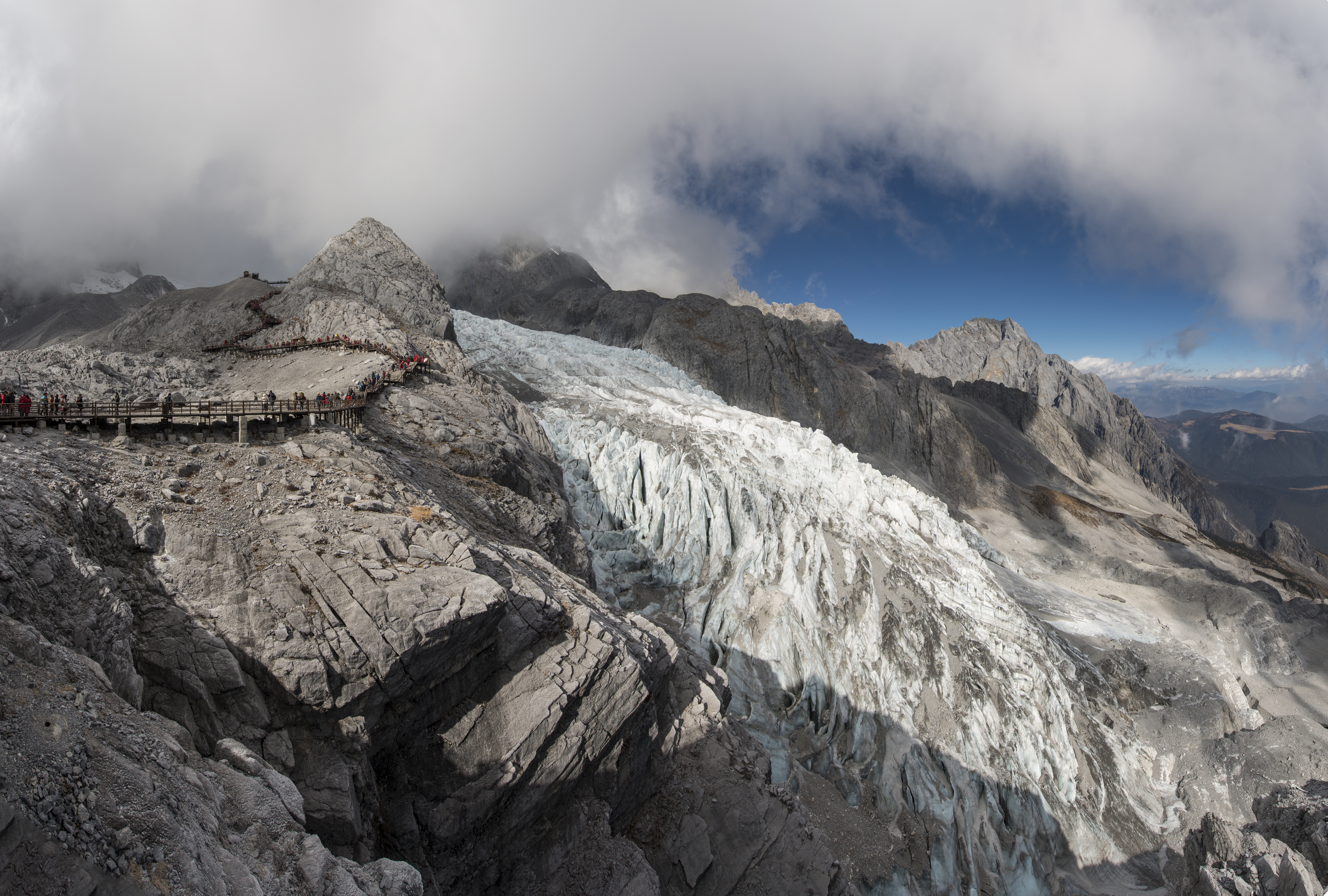
Glaciar en la cima de la montaña
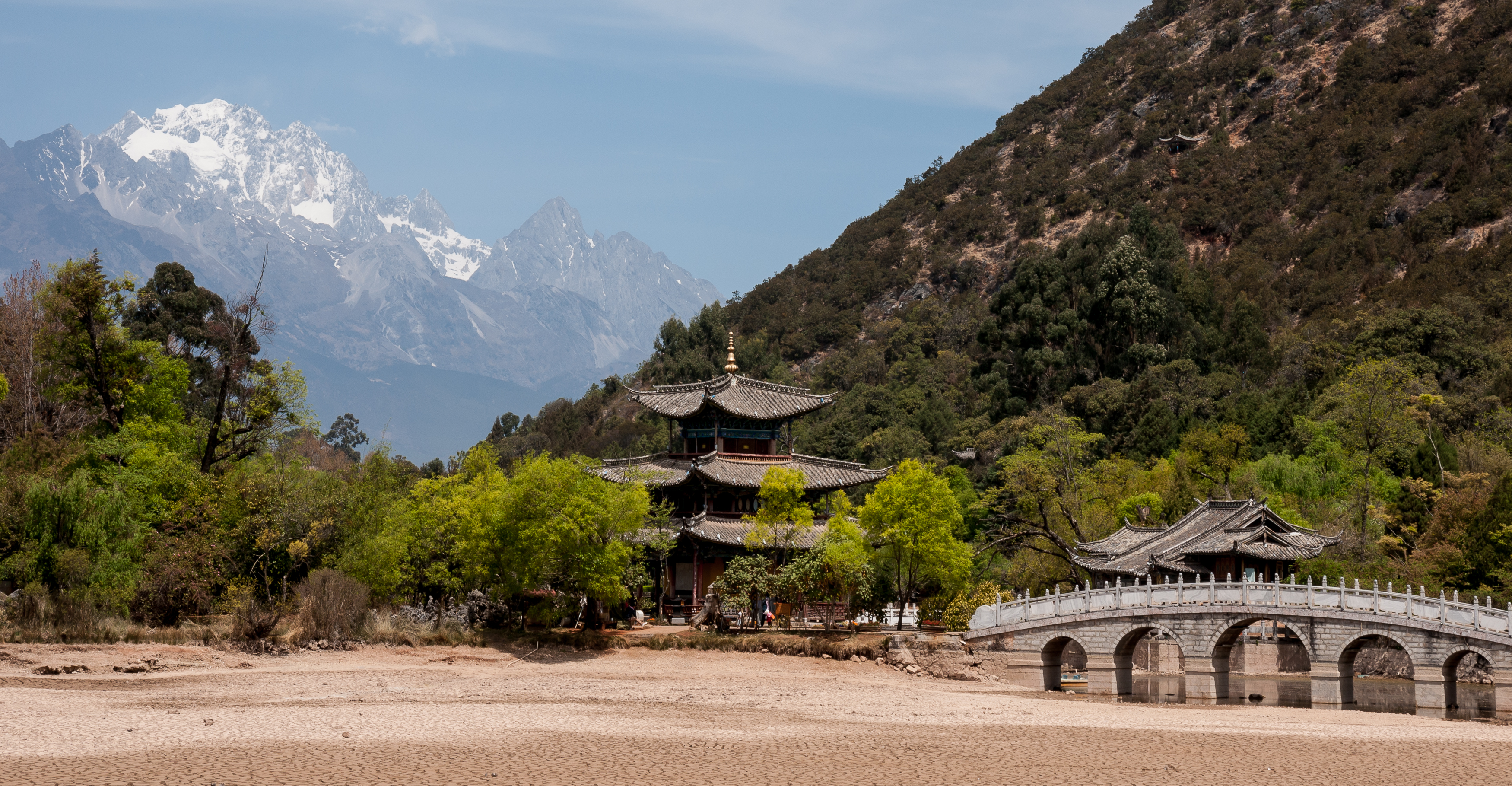
Piscina de Dragón Negro de Yunnan
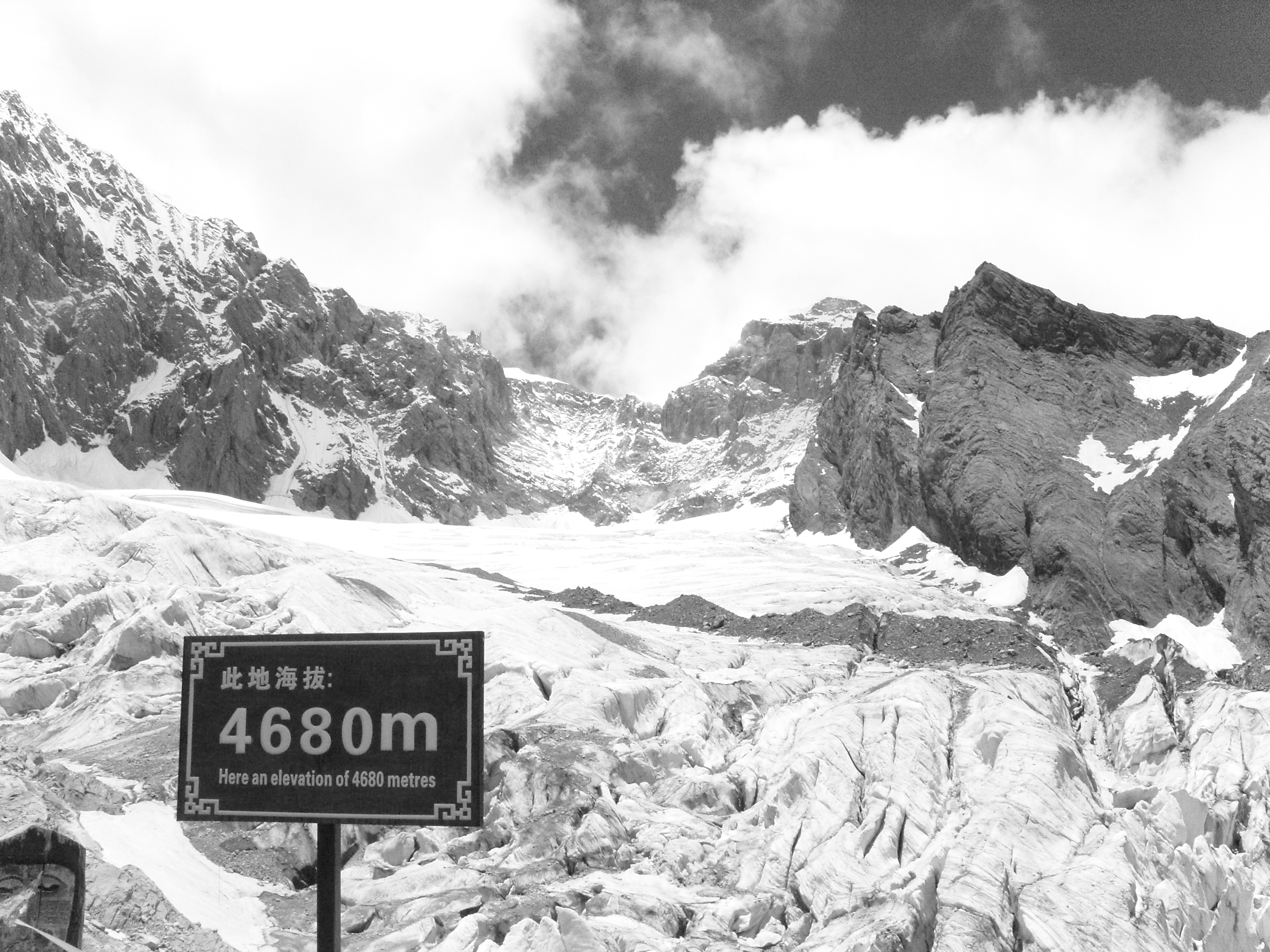
Una vista de aproximadamente 900 m debajo de la cumbre
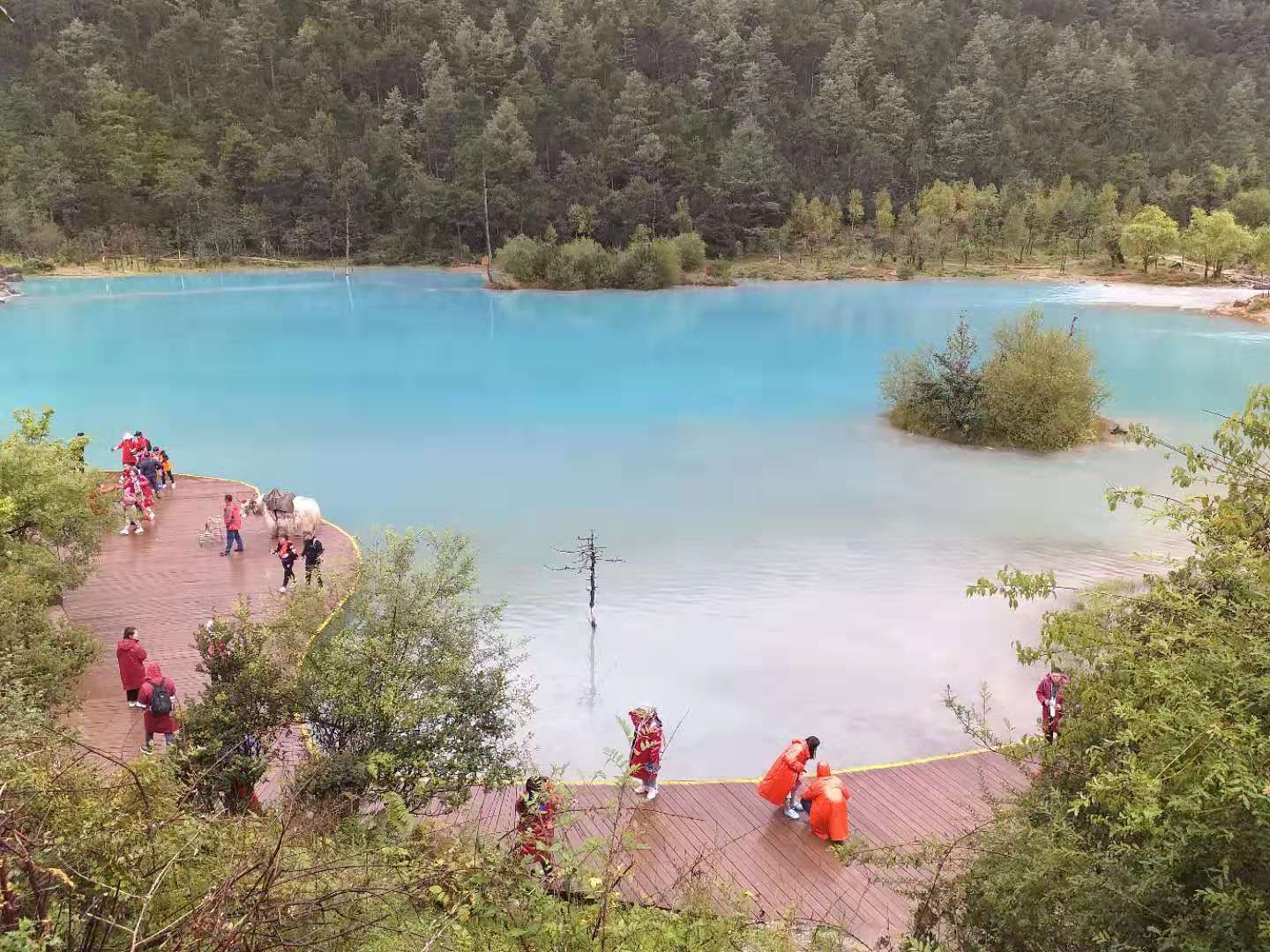
La característica del Valle de la Luna Azul de la Montaña de Nieve Yulong: el agua conocida por su color "leche" y su calidad "pura" se vuelve azul cuando hace buen tiempo.